# Ornette Coleman
Pour les articles homonymes, voir Coleman et Ornette (homonymie).
Randolph Denard Ornette Coleman connu sous le nom d'Ornette Coleman, né le 9 mars 1930 à Fort Worth (Texas) et mort le 11 juin 2015 à New York,, est un saxophoniste ténor et alto, trompettiste, violoniste et compositeur, précurseur majeur du free jazz.
Admirateur de Charlie Parker, son influence est diffuse et contrastée; le free jazz perdure en partie sur les bases qu'il a énoncées, mais le funk le revendique également comme précurseur. Lou Reed et Daevid Allen ont souvent fait part de leur profonde admiration pour son travail.
Coleman a peu participé aux albums d'autres musiciens : Jackie McLean, en 1967 (album sur lequel Coleman joue de la trompette), Claude Nougaro en 1976 (adaptation du Gloria de Don Byas sur l'album Femmes et Famines), James Blood Ulmer en 1978, Joe Henry (Scar) en 2001 et Lou Reed en 2003 sont les rares exceptions.

## Parcours
À quatorze ans, Ornette Coleman étudie le saxophone alto puis, deux ans plus tard, le saxophone ténor. Il commence par jouer dans des orchestres de rhythm and blues dans le Sud des États-Unis. Il s'installe à Los Angeles où il est contraint de travailler comme liftier tout en étudiant l'harmonie, la théorie musicale (largement en autodidacte) et en élaborant ce qui deviendra l'essentiel de son style, tant sur le plan harmonique que rythmique (frôlant l'atonalité soutenue par un tempo fluctuant).
Coleman épouse, en 1954, la poétesse Jayne Cortez dont il divorce en 1964. Leur fils, Denardo Coleman (en), naît en 1956.
L'accueil parmi ses pairs est mitigé, mais déjà il reçoit l'appui de certains d'entre eux. C'est le bassiste Red Mitchell qui le découvre. Il enregistre en 1958 son premier disque pour la firme Contemporary de Lester Koenig (Something Else ! The Music Of Ornette Coleman, avec Don Cherry, Walter Norris (en), Don Payne, Billy Higgins), puis en 1959 Tomorrow Is the Question ! (avec un quartet sans piano incluant Don Cherry, Red Mitchell, Shelly Manne)…
La même année, il obtient ses premiers engagements dans des clubs de jazz, à Los Angeles, puis New York où il utilise un saxophone alto en plastique.

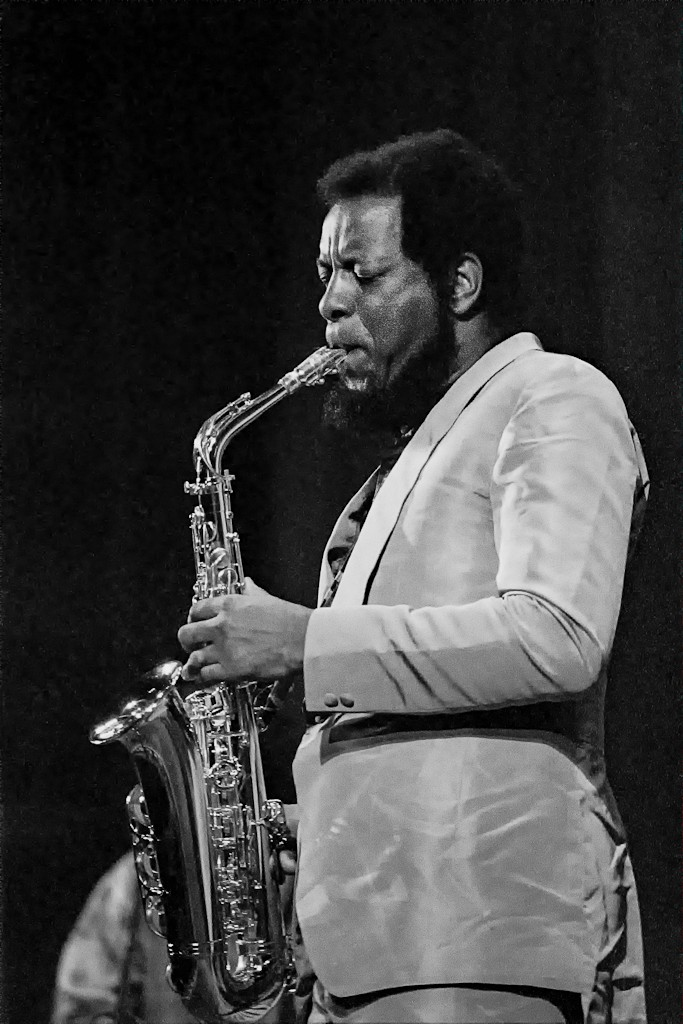
Ornette Coleman en 1971.

Déjà il suscite de fortes oppositions, mais continue régulièrement à enregistrer, désormais pour la firme Atlantic, avec Charlie Haden, Billy Higgins, Ed Blackwell, Don Cherry : The Shape of Jazz to Come (1959), Change of Century (1959), This Is Our Music (1959).
En 1960, l'album Free Jazz: A Collective Improvisation sonne comme un manifeste, bien que son auteur ait exprimé plus tard sa gêne devant ce concept. Dans ce disque, improvisé sans préparation par deux quartets (un sur chaque canal stéréo) : Don Cherry et Freddie Hubbard à la trompette, Ornette et Eric Dolphy au saxophone, Scott LaFaro et Charlie Haden à la contrebasse, Higgins et Ed Blackwell à la batterie. C'est le premier exemple d'improvisation collective dans le jazz d'avant-garde.
En 1962, on le retrouve aussi à la trompette et au violon.
En 1965, il revient sur la scène musicale (après deux ans de relative inactivité), en Europe ou au cinéma (Chappaqua Suite) souvent avec David Izenzon (b) Charles Moffett (d), puis avec son fils Denardo, batteur dès l'âge de douze ans (1966). Il obtient une certaine reconnaissance (il est couronné « Jazzman of the Year » en 1966 ; puis entre au « Hall of Fame » en 1969 par la revue Down Beat).
En 1968, il enregistre le titre AOS avec Yoko Ono qui sera intégré deux ans plus tard à l'album Yoko Ono/Plastic Ono Band.

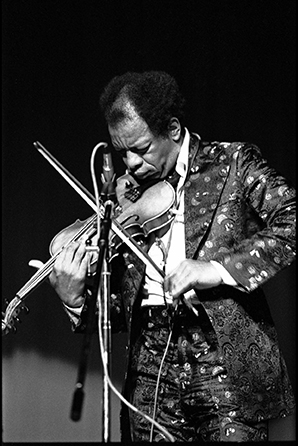
Ornette Coleman en 1978.

En 1972, il développe le concept d'harmolodie (Skies of America avec le London Symphony Orchestra, où les musiciens jouent simultanément la même mélodie à différentes hauteurs et dans différentes tonalités), et poursuit une carrière un peu chaotique, enregistrant cependant régulièrement dans de multiples contextes (intégrant musiques traditionnelles, free jazz, rock, funk), mais aussi avec un de ses anciens quartettes (Cherry, Haden, Higgins), avec le guitariste Pat Metheny et avec son groupe électro-acoustique Prime Time.
En 1991, Coleman participe à la bande-son du film de David Cronenberg, Le Festin nu.

## Instruments

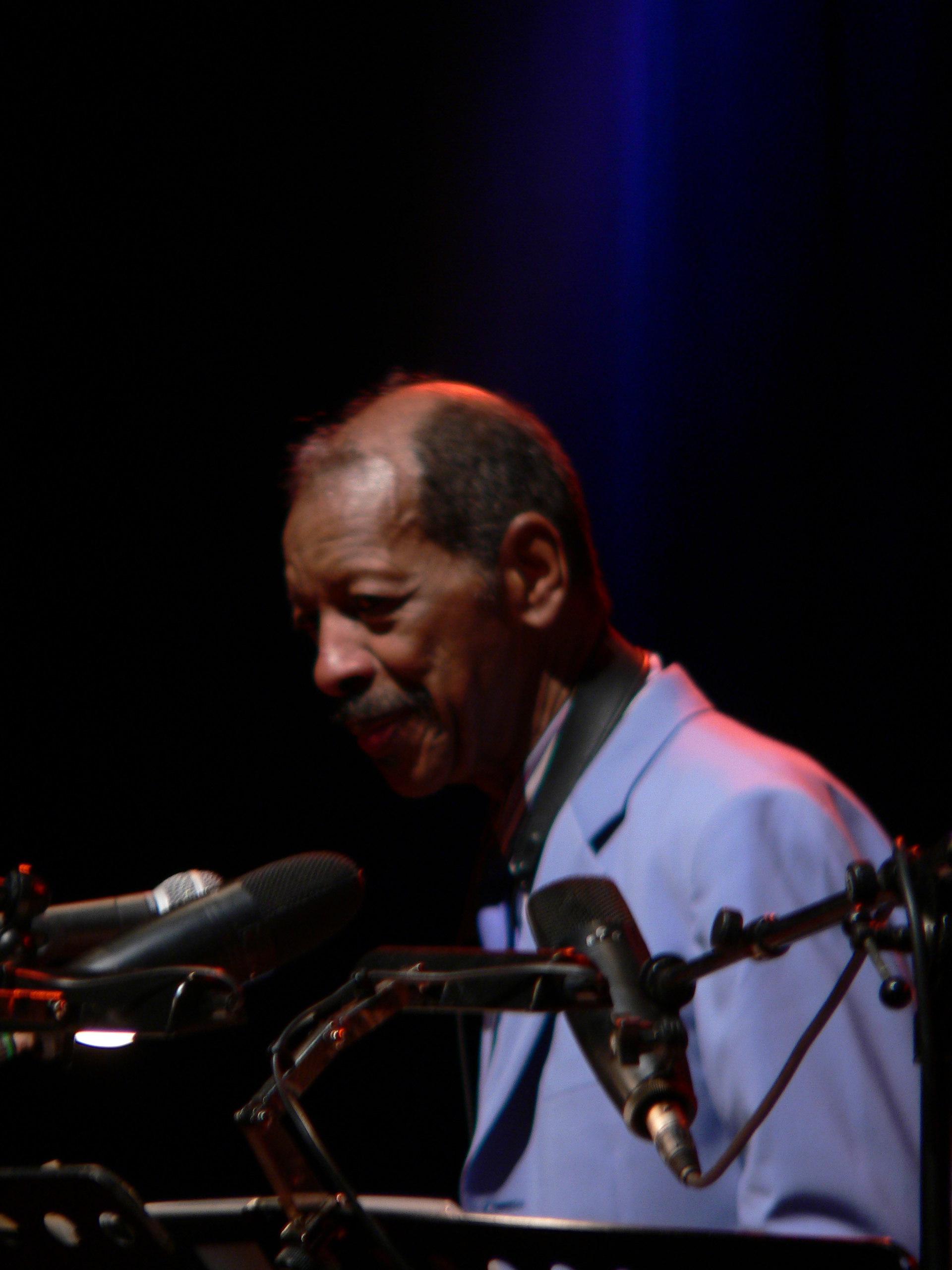
Ornette Coleman à Ludwigshafen (2005).

Il a joué principalement du saxophone alto, un rare Selmer Mark VI descendant au la (mais sans fa ), comme un saxophone baryton moderne.

## Récompenses
En 1984, Ornette Coleman est nommé « Jazz Master » au National Endowment for the Arts - NEA Jazz Master, la plus prestigieuse récompense américaine en matière de jazz.
Le 9 juillet 2009, il reçoit le Miles Davis Award, attribué par le Festival International de Jazz de Montréal aux musiciens qui perpétuent la tradition du jazz ,.
Le 1er mai 2010, Coleman est nommé docteur honoris causa en musicologie par l'université du Michigan pour ses contributions à la musique.

## Discographie personnelle

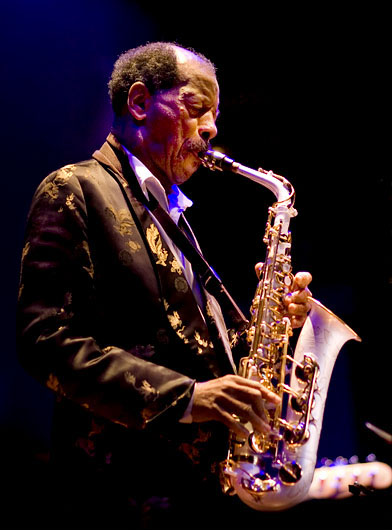
Ornette Coleman au Enjoy Jazz Festival à Heidelberg (2008).

- 1958 : Something Else : The Music of Ornette Coleman (Contemporary/OJC)
- 1959 : Tomorrow Is The Question ![10] (Contemporary/OJC)
- 1959 : The art of the improvisers (Atlantic)
- 1959 : The Shape of Jazz to Come (Atlantic)
- 1959 : Change of The Century (Atlantic)
- 1960 : This Is Our Music (Atlantic)
- 1960 : Free Jazz: A Collective Improvisation (Atlantic)
- 1961 : Jazzlore : Ornette Coleman, vol. 29 (Atlantic)
- 1961 : Ornette ! (Atlantic)
- 1961 : Twins (Atlantic)
- 1961 : Ornette on Tenor (Atlantic)
- 1962 : Town Hall concert 1962[11] [live] (ESP-Disk)
- 1965 : The Great London Concert [live] (Freedom)
- 1965 : At the « Golden Circle » in Stockholm, vol. 1 [live] (Blue Note)
- 1965 : At the « Golden Circle » in Stockholm, vol. 2 [live] (Blue Note)
- 1965 : Chappaqua Suite (Sony Jazz), musique de film non retenue pour le film du même nom de Conrad Rooks
- 1965 : An Evening with Ornette Coleman [live] (Black Lion)
- 1966 : The Empty Foxhole (Blue Note)
- 1966 : Who's Crazy (Affinity)
- 1967 : Saints and Soldiers (RCA)
- 1967 : The Music of Ornette Coleman : Forms and Sounds (Bluebird)
- 1968 : Love Call (Blue Note)
- 1968 : New York is Now (Blue Note)
- 1969 : Crisis [live] (Impulse!)
- 1969 : Ornette at 12 (Impulse!)
- 1970 : Friends and Neighbors : Live at Prince Street (Flying Dutchman)
- 1971 : Science Fiction (Columbia)
- 1971 : Broken Shadows (Tristar)
- 1972 : Skies of America (Columbia/Legacy)
- 1973 : Dancing In Your Head (A&M)
- 1975 : To Whom Who Keeps a Record (Atlantic)
- 1976 : Body Meta (Verve)
- 1977 : Soapsuds, Soapsuds (Artists House)
- 1979 : Of Human Feelings (Antilles)
- 1980 : The Unprecedented Music of Ornette Coleman [live] (Lotus)
- 1985 : Opening The Caravan of Dreams (Caravan Of Dreams)
- 1985 : Prime Design Time Design (Caravan Of Dreams)
- 1986 : Song X (Geffen)
- 1987 : In All Languages (Caravan of Dreams)
- 1988 : Virgin Beauty (Portrait)
- 1995 : Tone Dialing (Harmolodic)
- 1996 : Colors : Live From Leipzig (Harmolodic (en)/Verve)
- 1996 : Hidden Man (Harmolodic/Verve)
- 1996 : Sound Museum: Hidden Man (en)
- 2006 : Sound Grammar

### Filmographie
- Shirley Clarke, 1984 : Ornette Coleman: A Jazz Video Game
- Shirley Clarke, 1985 : Ornette: Made in America